# Edat de pedra mitjana

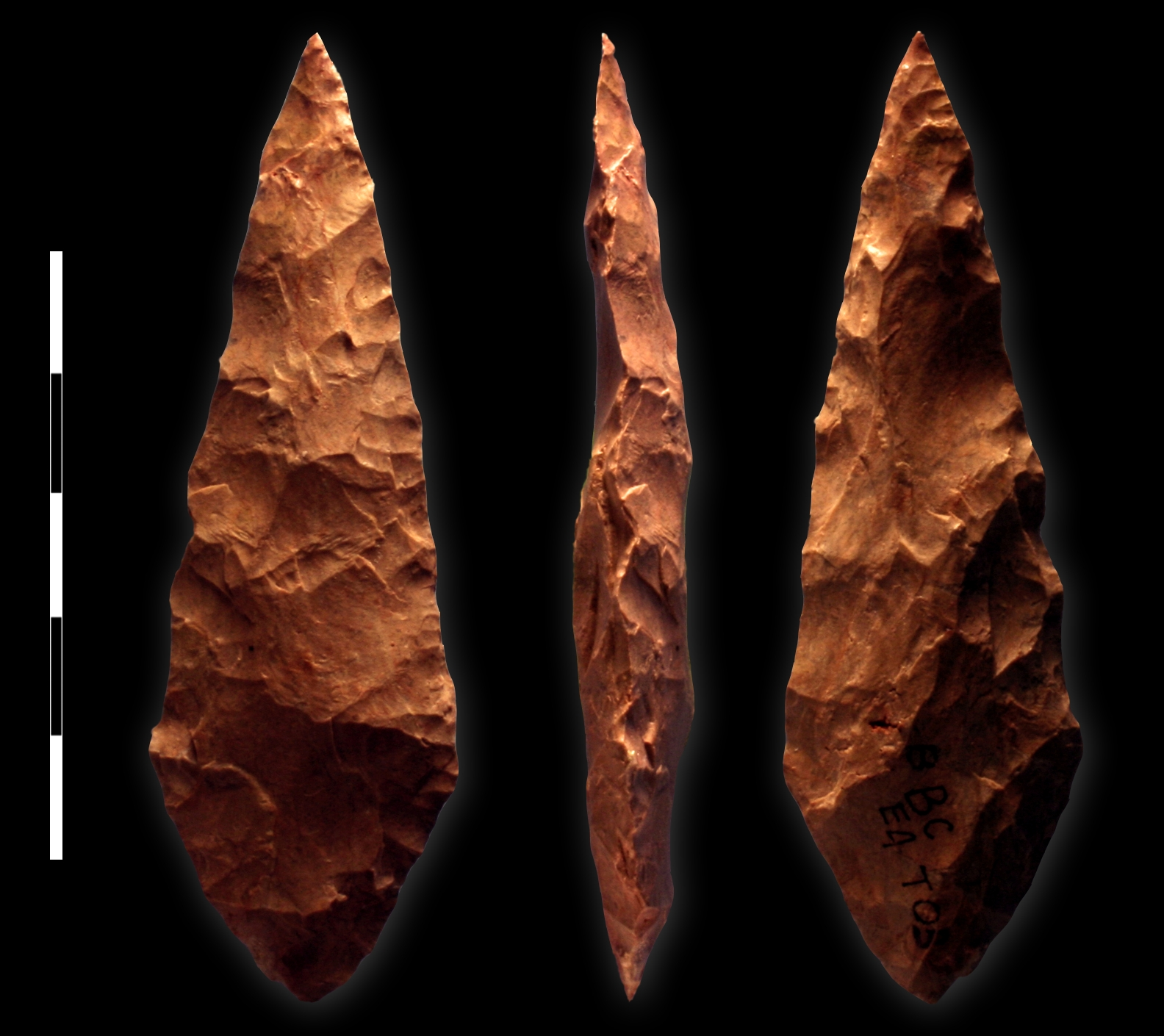
Eina de l'edat de pedra mitjana de la Cova Blombos

L'edat de pedra mitjana (o MSA, de l'anglés Middle Stone Age) fou un període de la prehistòria africana entre l'edat de pedra primerenca i l'edat de pedra tardana. Es considera que va començar fa uns 280.000 anys i acabà fa uns 50–25.000 anys. Els començaments d'eines de pedra MSA particulars s'originen fa 550–500.000 anys i és per això que alguns investigadors consideren que aquest és el començament de MSA. El MSA sovint s'entén erròniament com a sinònim del paleolític mitjà d'Europa, especialment pel seu lapse de temps més o menys contemporani. El Paleolític mitjà europeu, però, representa una població d'homínids completament diferent, l'Homo neanderthalensis, del MSA d'Àfrica, que no tenia pas neandertals. A més a més, la recerca arqueològica actual a Àfrica ha mostrat molta evidència que el comportament i la cognició humans moderns començaven a desenvolupar-se molt abans a Àfrica durant el MSA que a Europa durant el Paleolític mitjà. El MSA està associat tant amb humans anatòmicament moderns (Homo sapiens) com amb arcaics Homo sapiens, a vegades denominats Homo helmei. L'evidència física primerenca prové de la Formació Gademotta d'Etiòpia, la Formació Kapthurin de Kenya i Kathu Pan de Sud-àfrica.

## Desenvolupament
Hi ha jaciments arqueològics de MSA de tota Àfrica, dividits convencionalment en cinc regions: el nord d'Àfrica, que comprén zones dels estats actuals del Marroc, Algèria, Tunísia i Líbia; Àfrica oriental, que s'estén de les terres altes d'Etiòpia a la part sud de Kenya; Àfrica central, que va des de les fronteres de Tanzània i Kenya per a incloure Angola; Àfrica meridional, que engloba les coves de Sud-àfrica; i Àfrica occidental.
Al nord i l'oest d'Àfrica, els cicles humit-sec de l'actual desert del Sàhara han donat lloc a jaciments arqueològics notables seguits de sòls totalment àrids, i viceversa. La conservació en aquestes dues regions pot variar; els indrets, però, que s'han descobert documenten la capacitat d'adaptació dels primers humans als entorns de clima inestables.
Àfrica oriental representa algunes de les dates de més confiança, per l'ús de la datació per radiocarboni en dipòsits de cendres volcàniques, així com per alguns dels primers jaciments de MSA. La preservació de la fauna, però, no n'és espectacular, i fins fa poc faltava l'estandardització en l'excavació del jaciment i la classificació lítica. A diferència del nord d'Àfrica, els canvis entre les tecnologies lítiques no hi foren tan pronunciats, segurament per les condicions climàtiques més favorables que haurien permés una ocupació més contínua dels indrets. Àfrica central reflecteix patrons semblants als d'Àfrica oriental, però cal encara més recerca arqueològica de la zona.
Àfrica meridional conté molts jaciments de coves, i la majoria mostren començaments i aturades molt marcades en la tecnologia d'eines lítiques. La recerca al sud d'Àfrica ha estat contínua i prou estandarditzada, i ha permés comparances de confiança entre llocs de la regió. Gran part de l'evidència arqueològica dels orígens del capteniment humà modern es remunta a indrets d'aquesta regió, inclosa la Cova de Blombos, Howiesons Poort, Still Bay i Pinnacle Point.

## Transició d'Acheulià

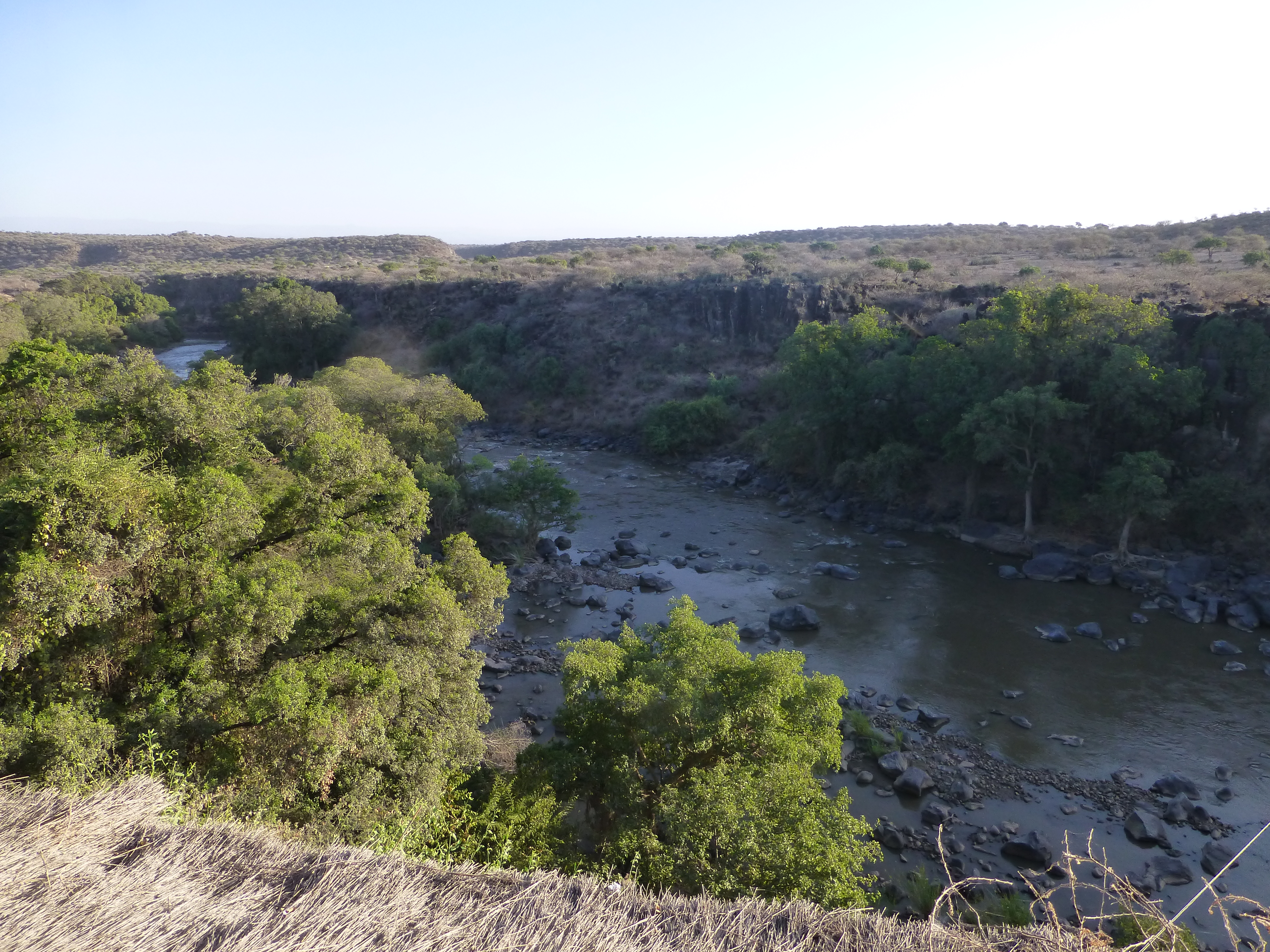
La vall inundada

El terme "edat de pedra mitjana" (MSA) el proposaren al Congrés Arqueològic Africà Goodwin i Van Riet Lowe al 1929. L'ús d'aquest terme s'abandonà oficialment el 1965. Tot i que el terme segueix en ús en el context de l'Àfrica subsahariana, comença amb un període d'Acheulià tardà de transició conegut com a indústria Fauresmith. La indústria de Fauresmith està mal datada, segons Herries (2011), i comença al voltant del 511 – 435000. Aquesta vegada, en lloc del final real dels aqueus, al voltant del 130000, es pren com a començament de la MSA. El MSA així definit s'associa amb el reemplaçament gradual d'humans arcaics per humans anatòmicament moderns.
En una convenció diferent, MSA es refereix a jaciments caracteritzats per l'ús de mètodes de Levallois per a la producció d'escates, tret dels jaciments d'Acheulià amb grans fulles o destrals. Tot seguint McBrearty i Tryon (2006), el terme "MSA primerenc" (EMSA) es refereix a jaciments anteriors a l'interglacial de 126000, i "MSA posterior" (LMSA) es refereix a indrets més primerencs que 126000. En aquesta convenció, els llocs de Fauresmith de 500 a 300000 es troben dins de l'ESA, i la MSA comença després d'aproximadament 280000 i s'associa amb H. sapiens, i Gademotta d'Etiòpia és el primer lloc de MSA amb data de confiança d'Àfrica Oriental, al 276000. La Vall Medio Awash d'Etiòpia i la Vall Central del Rift de Kenya foren un centre important per a la innovació conductual humana. És probable que la gran biomassa de mamífers terrestres d'aquestes regions sostingués poblacions humanes importants amb patrons de subsistència i fabricació semblants als dels recol·lectors coneguts etnogràficament.
L'evidència arqueològica de l'est africà, que s'estén de la Vall del Rift des d'Etiòpia al nord de Tanzània, és la major prova arqueològica del canvi de tecnologies d'eines de l'Acheulià tardà a l'edat de pedra mitjana. Aquesta transició es caracteritza per capes estratigràfiques de ferramentes de pedra acheuliana, una tecnologia de destral de mà bifacial, per sota i fins i tot contemporània de tecnologies MSA, com ara instruments Levallois, escates, ferramentes en escates, escates punxegudes, bifaços més menuts que tenen forma de projectil i, en casos rars, ferramentes artesanes. L'evidència del desplaçament gradual de l'Acheulià per les tecnologies MSA recolza en aquesta col·locació en capes i ubicació contemporània, així com en l'aparició més primerenca de tecnologies MSA a Gademotta i les darreres tecnologies acheulianes a la Formació Bouri d'Etiòpia, que data del 154 al 160000. Açò indica una possible superposició de 100-150 mil anys.
S'han trobat artefactes acheulians tardans associats amb l'Homo sapiens en coves de Sud-àfrica. La Cova de les Llars i la de Montague a Sud-àfrica contenen mostres de tecnologies acheulianes, així com tecnologies posteriors de MSA; no hi ha, però, evidència d'encreuament en aquesta regió.
Els jaciments acheulians de l'ESA estan ben documentats a l'Àfrica occidental (tret de les regions més tropicals), però la majoria no en tenen pas data. S'han datat alguns jaciments tardans acheulians ("MSA" en el sentit d'Acheulià tardà, no pas de Levallois). Els llocs del Plistocè mitjà (abans del 126000) es coneixen a les zones del nord del Sahel, mentre que els llocs del Plistocè tardà (després del 126000) es coneixen tant al nord com al sud d'Àfrica occidental. A diferència d'altres zones d'Àfrica, els jaciments de MSA semblen persistir fins a molt tard, fins al límit de l'holocé (12000), i això suggereix la possibilitat de supervivència tardana dels humans arcaics i la hibridació tardana amb H. sapiens a l'Àfrica occidental.

## Tecnologia lítica

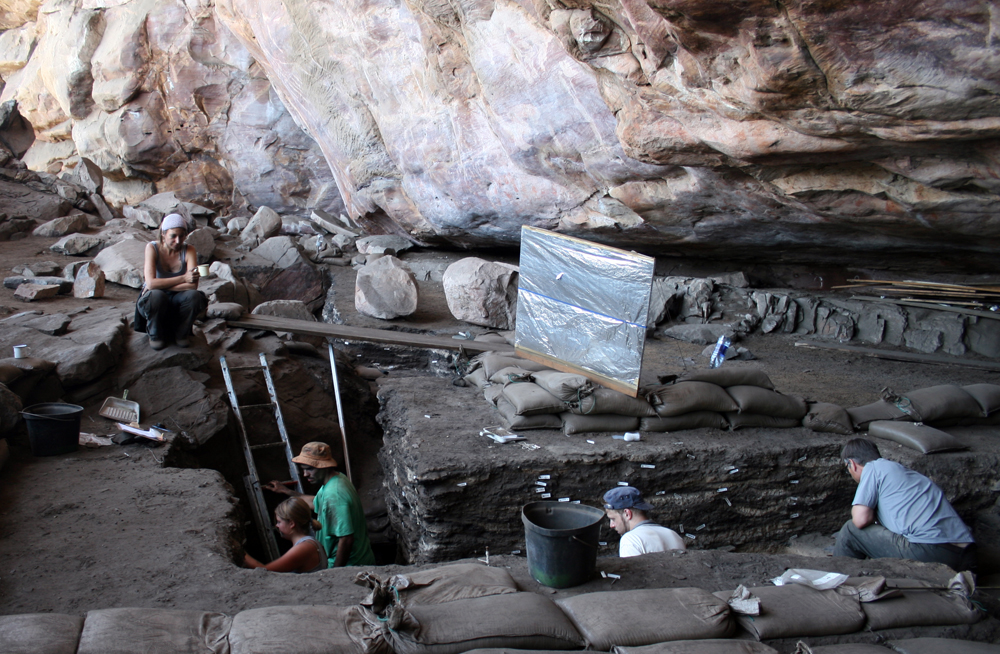
Excavacions del 2009 en el refugi de roques de Diepkloof

Les primeres fulles s'han documentat des de fa 550-500.000 anys en la Formació Kapthurin de Kenya i Kathu Pan de Sud-àfrica. Les peces recuperades dels jaciments de Twin Rivers i les Cascades Kalambo de Zàmbia, datades d'entre 300 i 140.000 anys, també indiquen un conjunt de nous comportaments. També s'indica un alt nivell de competència tècnica per a fulles recuperades de la Formació Kapthurin, aKenya, del 280000 abans de la nostra era.
La tecnologia d'eines lítiques durant l'edat de pedra mitjana mostra un mosaic de tècniques. A partir del 300000, les grans ferramentes de tall de l'Acheulià són desplaçades a poc a poc per les tecnologies centrals preparades per Levallois, també àmpliament emprades pels neandertals durant el Paleolític mitjà europeu. A mesura que avança el MSA, els complexos tecnològics altament variats es fan comuns en tota Àfrica i inclouen objectes punxeguts, fulles, escates retocades, raspadors laterals i finals, pedres d'esmolar i fins i tot eines per a ossos.(5) L'ús de fulles (associades principalment al Paleolític superior a Europa) també s'observa en molts indrets. A Àfrica, les fulles poden haver estat usades durant la transició de l'edat de pedra primerenca a l'edat de pedra mitjana de llavors ençà. Finalment, durant l'última part de l'edat de pedra mitjana, s'observen tecnologies microlítiques per a produir components reemplaçables d'eines compostes d'almenys 70000 abans de la nostra era, en llocs com ara Pinnacle Point i Diepkloof Rock Shelter de Sud-àfrica.
La tecnologia d'artefactes durant l'edat de pedra mitjana mostra un patró d'innovació seguit de desaparició. Això succeeix amb tecnologia com la fabricació de granadura de petxina, fletxes i instruments de treball, incloses agulles, i tecnologia d'encolat. Aquestes proves proporcionen un contrapunt a l'escenari clàssic "Fora d'Àfrica" en què la creixent complexitat es va acumular durant l'edat de pedra mitjana. En canvi, s'ha argumentat que aquestes innovacions tecnològiques "apareixen, desapareixen i reapareixen de la manera que millor s'adapte a un escenari en què les contingències històriques i els canvis ambientals en lloc de cognitius es consideren com a principals impulsors".

## Evolució i migració

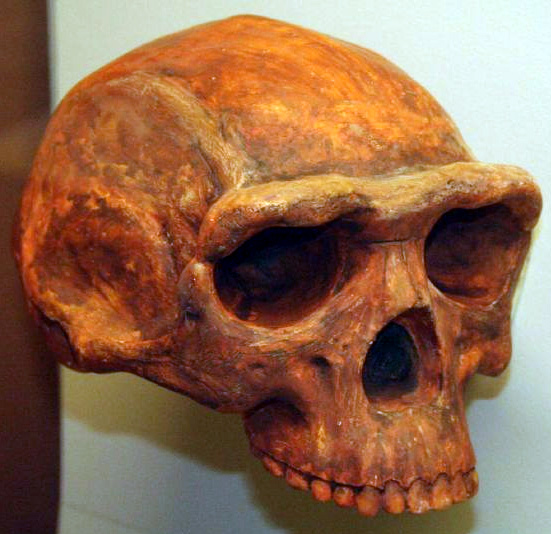
Crani dHomo erectus, Museu d'Història Natural, Ann Arbor

Hi ha hagut dos esdeveniments de migració fora d'Àfrica: el primer fou l'expansió de l'H. erectus a Euràsia fa aproximadament 1,9 a 1,7 milions d'anys, i el segon, de l'H. sapiens, començà durant el MSA al 80 - 50000 sortint d'Àfrica a Àsia, Austràlia i Europa. Potser només en petites quantitats al principi, però al 30000 havien reemplaçat els neandertals i l'H. erectus. Cadascuna d'aquestes migracions representa una major flexibilitat del gènere Homo per a sobreviure en climes molt variats. Basat en el mesurament d'una gran quantitat de cranis humans, un estudi dona suport a un origen d'Àfrica central/meridional per a l'Homo sapiens, ja que aquesta zona mostra la major diversitat intrapoblacional en mesuraments fenotípics. Les dades genètiques recolzen aquesta conclusió. Existeix, però, evidència genètica que suggereix que la dispersió fora d'Àfrica començà a l'Àfrica oriental. Llocs com la Formació Omo Kibish, el Membre Herto de la Formació Bouri i la Cova de Mumba contenen mostres fòssils que donen suport a aquesta conclusió.

## Evidència del capteniment humà modern
S'han proposat una sèrie de teories sobre el desenvolupament del capteniment humà modern, però en els darrers anys l'enfocament de mosaic ha estat la perspectiva més acceptada respecte al MSA, sobretot tenint en compte l'evidència arqueològica. Alguns acadèmics, inclòs Klein, han advocat per la discontinuïtat, mentre que d'altres, com ara McBrearty i Brooks, argumenten que es poden detectar avanços cognitius en el MSA i que l'origen de la nostra espècie es relaciona amb l'aparició de la tecnologia de l'edat de pedra mitjana al 250–300000. Les primeres restes d'Homo sapiens daten de fa aproximadament 300000 anys a Àfrica. El continent estava poblat sobretot per grups de caçadors-recol·lectors. En el registre arqueològic de l'Àfrica oriental i del sud d'Àfrica, hi ha una gran variabilitat associada als llocs d'Homo sapiens, i és durant aquest temps que veiem mostres dels orígens del capteniment humà modern. Segons McBrearty i Brooks, hi ha quatre trets que són característics del comportament humà modern: pensament abstracte, capacitat de planificar i elaborar estratègies, "innovació conductual, econòmica i tecnològica" i capteniment simbòlic. Molts d'aquests aspectes del comportament humà modern es poden dividir en categories més específiques, que inclouen art, adorns personals, avanços tecnològics... Aquestes quatre categories generals, però, permeten una discussió exhaustiva, tot i que significativament superposada, de la modernitat conductual.

### Possibles complexos culturals

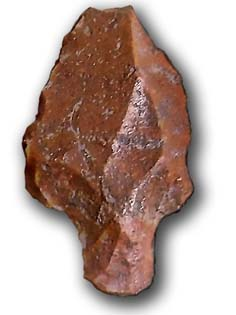
Eina de pedra ateriana

Quan els primers Homo sapiens començaren a diversificar les zones ecològiques que habitaven durant el MSA, el registre arqueològic associat amb aquestes zones comença a mostrar una continuïtat regional. Aquestes continuïtats són significatives: L'expansió de l'Homo sapiens en diverses zones ecològiques demostra la capacitat d'adaptar-se a una varietat de contextos ambientals, inclosos els marins, els pasturatges de sabana, els deserts relativament àrids i els boscos. Aquesta adaptabilitat es reflecteix en els objectes MSA trobats en aquests indrets, que mostren variabilitat d'estil segons la zona. Durant l'Acheulià, que s'estengué des de fa 1,5 milions d'anys fins a fa 300 mil anys, la tecnologia lítica mostrà una homogeneïtat indiscutible en tots els nínxols ecològics. Les tecnologies MSA, amb l'evidència de variabilitat i continuïtat segons la zona, indiquen un avanç notable. Aquestes dades s'han fet servir per a donar suport a les teories del creixement social i estilístic en tot el MSA.
Al sud d'Àfrica, veiem els complexos tecnològics de Howiesons Poort i Stillbay, que tenen el nom dels llocs on es van descobrir per primera vegada. Altres no n'han estat datats o han estat datats de manera poc fiable. Aquests inclouen el conjunt del Lupembià de l'Àfrica central, el Bambatan del sud-est d'Àfrica (70-80000), i el complex aterià del nord d'Àfrica (160-90000).
L'evidència de pensament abstracte es pot veure en el registre arqueològic en la transició Acheulià-edat de pedra mitjana, al 300000-250000. Aquesta transició implica un canvi en la tecnologia de ferramentes de pedra de la Manera 2, eines acheulianes, a la Manera 3 i 4, que enclouen fulles i micròlits. La fabricació d'aquestes ferramentes requereix planificació i la comprensió de com colpejar una pedra produirà diferents patrons de descamació. Açò requereix pensament abstracte, una de les característiques del capteniment humà modern. El canvi de grans eines de tall en l'Acheulià a eines més petites i més diversificades en el MSA representa una millor comprensió cognitiva i conceptual del sílex, així com els possibles efectes funcionals de diferents tipus d'eines.

### Profunditat de planificació
La capacitat de planificar i elaborar estratègies, igual que el pensament abstracte, es veu en el conjunt d'instruments més diversificat de l'edat de pedra mitjana, així com en els patrons de subsistència del període. Conforme els homínids del MSA començaren a migrar a diferents zones ecològiques, calgué basar les estratègies de caça en els recursos disponibles de cada estació. El coneixement de l'estacionalitat és evident en les restes de fauna trobades en jaciments temporals. En zones ecològiques menys indulgents, aquesta consciència hauria estat essencial per a la supervivència i la capacitat de planificar estratègies de subsistència basades en aquesta consciència demostra una capacitat de pensar més enllà del temps present i actuar sobre aquest coneixement.
Aquesta profunditat de planificació també es veu en les matèries primeres exòtiques en diferents indrets del MSA. L'adquisició de matèries primeres locals hauria estat una tasca senzilla; els llocs de MSA, però, contenen matèries primeres que s'obtingueren de fonts de més de 100 km de distància, i a voltes de més de 300 km.(5) Això requeriria una consciència dels recursos, un valor percebut en els recursos, ja siga funcional o simbòlic i, possiblement, la capacitat d'organitzar una xarxa d'intercanvi per a obtenir els materials.

### Innovació
La capacitat d'expandir-se a nous entorns d'Àfrica i, en darrera instància, del món, mostra un nivell d'adaptabilitat i d'innovació que sovint es considera característic de la modernitat conductual. Aquesta, però, no és pas l'única evidència d'innovació que es percep en els primers Homo sapiens. També el desenvolupament de noves ferramentes rellevants a nivell regional, com les emprades per a la recol·lecció de recursos marins observades a Abdur (Etiòpia), Cova de Pinnacle Point (Sud-àfrica) i a la Cova de Blombos (Sud-àfrica). L'ús del foc demostra un altre aspecte innovador del capteniment humà quan s'usa per a crear eines més fortes, com ara el silcret escalfat a Blombos, Howiesons Poort i Still Bay, i les eines òssies tractades tèrmicament de la Badia Still.
Les ferramentes elaborades són més representatives de la innovació humana. Les grans ferramentes de tall d'Acheulià es fan més menudes, perquè els instruments més complexos s'adapten millor a les necessitats d'entorns molt diversificats. Les ferramentes compostes representen un nou nivell d'innovació en eficàcia i processos de fabricació més complexos. La capacitat de conceptualitzar més enllà de la mera reducció de nuclis de pedra demostra flexibilitat cognitiva, i l'ús de cola, que sovint es processa amb ocre, per a unir escates als eixos demostra una comprensió dels canvis químics que poden emprar-se més enllà del simple ús del color. Es feren servir adhesius per a construir ferramentes manipulades al 70000 a la Cova Sibudu de Sud-àfrica.
Altres innovacions tecnològiques del període foren armes de projectils especialitzades que es troben en diversos jaciments d'Àfrica de l'edat de pedra mitjana, com ara: puntes de fletxa d'os i pedra en indrets de Sud-àfrica com la Cova Sibudu (juntament amb una agulla d'os primerenca també trobada a Sibudu), que data del 60000- 70000 anys, i arpons d'os a Katanda, a l'Àfrica Central, que daten de fa uns 90.000 anys. També hi ha evidència que el tractament tèrmic sistemàtic de la pedra de silicat per a augmentar-ne la capacitat de formació d'escates amb el propòsit de fabricar eines, començà fa aproximadament 164000 anys a l'indret sud-africà de Pinnacle Point i es va fer comú allí per a la creació d'eines microlítiques fa aproximadament 72.000 anys.
Alguns capteniments humans típicament moderns, com ara l'elaboració de denes de petxina, eines d'os i fletxes, i l'ús del pigment ocre, són evidents en un jaciment de Kenya de fa 78.000-67.000 anys. L'evidència de les primeres armes de projectil amb punta de pedra (una eina característica de l'Homo sapiens), les puntes de pedra de javelines o llances, es trobaren al 2013 al jaciment etíop de Gademotta, i daten de fa uns 279.000 anys.
Es trobaren proves, el 2018, que daten de fa uns 320.000 anys, a Olorgesailie, Kenya, de l'aparició primerenca d'innovacions i conductes com ara la creació de xarxes comercials de llarga distància (amb productes com l'obsidiana), l'ús de pigments i la possible elaboració de puntes de projectil. Els autors de tres estudis del 2018 del jaciment observen que la prova d'aquests capteniments és més o menys contemporània de les restes fòssils d'Homo sapiens més antics coneguts d'Àfrica (com ara a Jebel Irhoud i Florisbad), i indiquen que és complex i modern. Les conductes ja havien començat a Àfrica en l'època de l'aparició de l'Homo sapiens.

### Comportament simbòlic

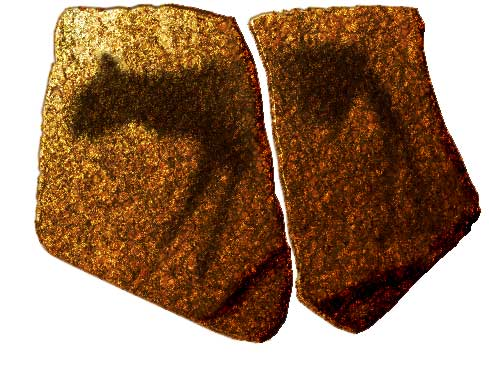
Pictograma zoomorf en llosa de pedra del MSA de la Cova Apol·lo 11 de Namíbia

El capteniment simbòlic és un dels aspectes més difícils del capteniment humà modern per a distingir des del punt de vista arqueològic. En el MSA, hi ha tres línies d'evidència de conducta que es poden considerar: evidència directa que reflecteix exemples concrets de símbols; evidència indirecta que reflecteix conductes que haurien estat utilitzades per a transmetre pensament simbòlic; i evidència tecnològica que reflecteix les ferramentes i habilitats que s'haurien emprat per a fer art. L'evidència directa és difícil de trobar més enllà del 40000, i l'evidència indirecta és intangible; per tant, l'evidència tecnològica és la més fructífera de les tres.(5)
Hui hi ha acord entre els arqueòlegs que la primera cultura simbòlica i artística del món data de l'edat de pedra mitjana Africana. Alguns dels artefactes més cridaners, com ara peces gravades d'ocre roig, es van fabricar a la Cova de Blombos de Sud-àfrica fa 75.000 anys. Els grans de petxina de Nassarius mutabilis perforats i ocres també aparegueren a Blombos, amb exemples fins i tot anteriors (edat de pedra mitjana, Aterià)de la Cova de Taforalt. A més a més, es van trobar contenidors de corfa d'ou d'estruç gravats amb dissenys geomètrics que daten de fa 60.000 anys a Diepkloof, Sud-àfrica; i s'han trobat denes i una altra ornamentació personal al Marroc que podria tenir fins a 130.000 anys, i la Cova de Hearths a Sud-àfrica ha produït una quantitat de denes que daten de fa molt més de 50.000 anys. S'han trobat fletxes i eines de treball ocultes (com ara una ferramenta semblant a una agulla) a la Cova Sibudu, que data de fa aproximadament 70-60.000 anys, com a evidència de fabricació d'armes amb tecnologia d'encolat compost amb tractament tèrmic. També hi ha mostres de la fabricació de pintures amb un procés complex que data de fa 100.000 anys a Sud-àfrica, i de l'ús de pigments a Kenya que daten de fa uns 320.000 anys.

### Cognició complexa
S'ha documentat una sèrie d'innovacions a Pinnacle Point 13B, de fa 170–160.000 anys, a la costa sud del Cap de Sud-àfrica, que inclou l'evidència confirmada més antiga per a l'ús dels recursos ocres i marins en forma d'explotació de mariscs per a l'alimentació. De la seua anàlisi del conjunt de bòvids del MSA a Klasies, Milo informa que les persones del MSA eren caçadores formidables i que els seus patrons de capteniment social s'apropaven als dels humans moderns. Deacon sosté que el maneig dels recursos d'aliment de les plantes amb la crema deliberada dels rabasses per a fomentar el creixement de plantes amb corms o tubercles al sud del Cap durant el Howiesons Poort (70–55000) indica un capteniment humà modern. Suggereix que una base familiar per als grups de cerca d'aliment, el simbolisme del color i l'intercanvi recíproc d'objectes i l'organització formal de l'espai vital són una prova més de la modernitat en el MSA.
Lyn Wadley i col·laboradors han argumentat que la complexitat de l'habilitat que cal per a processar la cola composta tractada amb calor (goma i ocre roig) fet servir per a empunyar llances semblaria argumentar la continuïtat entre la cognició humana moderna i la dels humans (70000) de la Cova de Sibudu.
El 2008, es va descobrir un taller de processament d'ocre per a la producció de pintures que data de fa 100.000 anys a la Cova de Blombos de Sud-àfrica. L'anàlisi mostra que s'hi va produir una barreja rica en pigments liquats i es va emmagatzemar en petxines; i que l'ocre, l'os, el carbó i martells de pedra també formaven part de les eines. L'evidència de la complexitat de la tasca inclou l'adquisició i combinació de matèries primeres de fonts diverses (i això implica que en tenien una planificació del procés), possiblement usant foc per a facilitar l'extracció de greix de l'os, emprant una recepta per a produir el compost, i l'ús de contenidors de corfa per a barrejar i emmagatzemar-los.

### Evidència de llenguatge
L'ocre s'ha reportat en alguns dels primers llocs del MSA, com ara a Kapthurin i Twin Rivers, i és comú després del 100000. Barham argumenta que fins i tot si part d'aquest ocre s'emprava en un paper simbòlic relacionat amb el color, aquesta abstracció no podria haver funcionat pas sense llenguatge. L'ocre podria ser un indicador per trobar l'aparició del llenguatge.
Les eines òssies s'associen sovint amb el comportament modern: sofisticats arpons fabricats a Katanda, Àfrica Occidental, al 90000 i eines d'os a la Cova de Blombos datades del 77000 també poden servir com a exemples de cultura material associada al llenguatge modern.
Sembla que l'idioma és necessari per a mantenir les xarxes d'intercanvi. L'evidència d'alguna mena de xarxes d'intercanvi durant l'edat de pedra mitjana la presenta Marwick (2003), en què la distància entre la font de matèria primera i la ubicació on es trobà un artefacte de pedra es va comparar en tots els jaciments que contenen artefactes de pedra primerencs. Cinc jaciments de l'edat de pedra mitjana contenien distàncies entre 140–340 km i s'ha interpretat, comparant-ho amb les dades etnogràfiques, que aquestes distàncies eren possibles mitjançant xarxes d'intercanvi. Barham també veu el llenguatge sintàctic com un aspecte del capteniment que, de fet, va permetre a les persones del MSA establir-se en els boscos tropicals del que ara és la República Democràtica del Congo.
Molts autors opinen que en el centre d'aquesta explosió simbòlica, i alhora, es donà el desenvolupament del llenguatge sintàctic que evolucionà amb un sistema d'aprenentatge social molt especialitzat que proporcionà els mitjans per a un discurs semànticament il·limitat. La sintaxi hauria exercit un paper clau en aquest procés i la seua adopció total podria haver estat un element crucial del comportament simbòlic en el MSA.

## Canvi cerebral
Tot i que l'adveniment de la modernitat física anatòmica no pot vincular-se clarament amb el canvi paleoneurològic, sembla probable que els cervells homínids evolucionaren amb els mateixos processos de selecció que altres parts del cos. Els gens que van promoure la capacitat de simbolisme poden haver estat seleccionats, i això suggereix que els fonaments de la cultura simbòlica poden basar-se en la biologia. El comportament mediat pel simbolisme, però, pot haver arribat més tard, malgrat que aquesta capacitat física ja existia molt abans. Skoyles i Sagan argumenten que l'expansió del cervell humà, en augmentar l'escorça prefrontal, hauria creat un cervell capaç de simbolitzar la cognició prèviament no simbòlica, i que aquest procés, lent al principi, s'accelerà cada vegada més durant els darrers 100.000 anys. El capteniment mediat simbòlicament pot retroalimentar aquest procés creant una major capacitat per a fabricar objectes simbòlics i xarxes socials. Segons l'equip de recerca de Jebel Irhoud, el descobriment significa que l'Homo sapiens (no membres d'una espècie rival o ancestral com l'Homo heidelbergensis, o l'Homo naledi) deixà enrere les eines manuals de l'edat de pedra que des de llavors han eixit d'Àfrica.

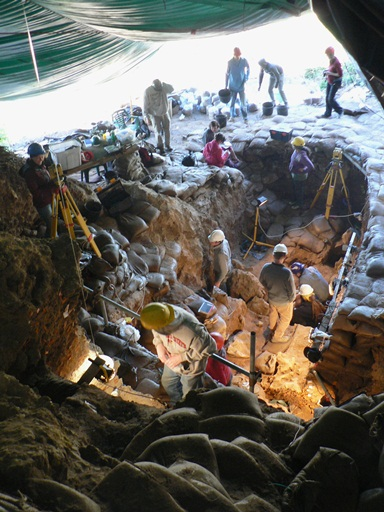
Excavacions a Pinnacle Point, Sud-àfrica

## Jaciments
Molts jaciments del sud d'Àfrica reflecteixen les quatre característiques de la modernitat conductual. La Cova de Blombos, a Sud-àfrica, conté adorns personals i el que se suposa que són els instruments per a la producció d'imatges artístiques, així com eines d'os. Still Bay i Howieson's Poort contenen tecnologies d'eines variables. Aquests diferents tipus d'assemblatges permeten extrapolar capteniments que devien estar associats amb tals tecnologies, com els canvis en l'alimentació, recolzats per dades de fauna d'aquests jaciments: 
- Cova de Blombos, Sud-àfrica[66]
- Coves del riu Klasies, Sud-àfrica
- Cova Sibudu, Sud-àfrica[67]
- Diepkloof Rock Shelter, Sud-àfrica
- Pinnacle Point, Sud-àfrica
- Cova Border, Sud-àfrica[68]
- Cova Bambata, Sud-àfrica[69]
- Badia de Mossel, Sud-àfrica
- Cova de Mumba, Tanzània
- Coves de Mumbwa, Zàmbia.